# Garcia Domingos
Garcia Domingos, né le 12 mai 1971 à Luanda, en Angola, est un ancien joueur angolais de basket-ball.